# Zwier de zwerver
Zwier de zwerver (in het Frans: Valentin le vagebond) is een Franse stripreeks die werd bedacht door Jean Tabary (tekeningen) en René Goscinny (scenario), de makers van de succesvolle strip Iznogoedh. Het titelpersonage is een sympathieke en enigszins zorgeloze zwerver.

## Geschiedenis
De strip verscheen van 1962 t/m 1973 in het Franse jeugdtijdschrift Pilote en in 1974 in het tijdschrift Lucky Luke. Van 1965 tot en met 1975 zouden enkele verhalen in het Nederlands worden gepubliceerd in het stripblad Pep. De strip was onder de lezers niet erg populair, in tegenstelling tot Iznogoedh, de andere creatie van Goscinny en Tabary. Goscinny gaf de reeks in 1963 op, maar Tabary zou de serie voortzetten tot 1974. Enkele van de latere scenario’s werden geschreven door de striptekenaar Fred.

## Albums
Bij uitgeverij Dargaud verschenen de volgende albums.
1. Les Mauvais instincts (1973)
2. Le Prisonnier récalcitrant (1973)
3. Valentin le vagabond et les hippies (1974)
4. Valentin le vagabond fait le singe (1974)
5. Valentin et les autres (1975)
6. L’Héritage diabolique (1977)
7. Aux fous (1977)

Deze albums zijn niet in het Nederlands gepubliceerd. In 2018 en 2019 verschenen twee Franstalige integrale uitgaven bij de uitgeverij IMAV éditions.